# Simieni
Simienii sau simiiformele (Simiiformes, sinonim Simioidea) (din latina simius = maimuță) sau antropoidele, primatele antropoide (Anthropoidea) este un infraordin de primate evoluate, arboricole sau devenite în mod secundar tericole, care include maimuțele și omul, cu fața lipsită de păr (cu excepția unor regiuni bine determinate), expresivă, cu musculatura mimicii foarte dezvoltată, craniul voluminos, encefalul foarte dezvoltat, capul distinct separat de corp printr-un gât, ochii așezați în față, apropiați unul de altul, retină cu o fovee centrală, două mamele pectorale, uter simplu, placentă discoidală și caducă și care nasc, de obicei, câte un singur pui.

## Clasificare
Infraordinul Simiiformes
- Parvordinul Platyrrhini
  -     - Familia Callitrichidae
    - Familia Cebidae
    - Familia Aotidae
    - Familia Pitheciidae
    - Familia Atelidae
- Parvordinul Catarrhini
  - Superfamilia Cercopithecoidea
    - Familia Cercopithecidae

  - Superfamilia Hominoidea
    - Familia Hylobatidae
    - Familia Hominidae